# Princeton (Newfoundland en Labrador)
Princeton is een plaats in de Canadese provincie Newfoundland en Labrador. De plaats ligt op het eiland Newfoundland en maakt deel uit van het local service district Summerville-Princeton-Southern Bay.

## Geschiedenis
Princeton had zeker vanaf 1920 een treinstation aan de spoorlijn Shoal Harbour–Bonavista van de Newfoundland Railway. Het station was functioneel tot aan de stopzetting van het passagiersvervoer midden de jaren 1960.
De inwoners van de gemeentevrije plaats kregen in 1986 voor het eerst een beperkte vorm van lokaal bestuur door de oprichting van het LSD Summerville-Princeton-Southern Bay.

## Geografie
Princeton bevindt zich aan de oostkust van Newfoundland, meer bepaald op het noordwestelijke gedeelte van het grote schiereiland Bonavista. De plaats ligt aan de oostelijke oever van de Southern Bay, een ruim 15 km lange zijarm van de Bonavista Bay. Het dorpscentrum is gelegen tussen de kust en een meertje genaamd Seal Cove Pond.
Het dorp ligt aan provinciale route 235 en ligt ten noordoosten van de plaats Southern Bay en ten zuidwesten van Summerville.

## Toerisme
Ten noordoosten van het dorp bevindt zich het The View Golf Resort, een golfbaan bestaande uit negen holes waar ook overnacht kan worden in suites. Aan de andere kant van het dorp bevindt zich de Princehaven Campground, een vrij groot kampeerterrein aan de oevers van het meer van het dorp.